# Туйшоу

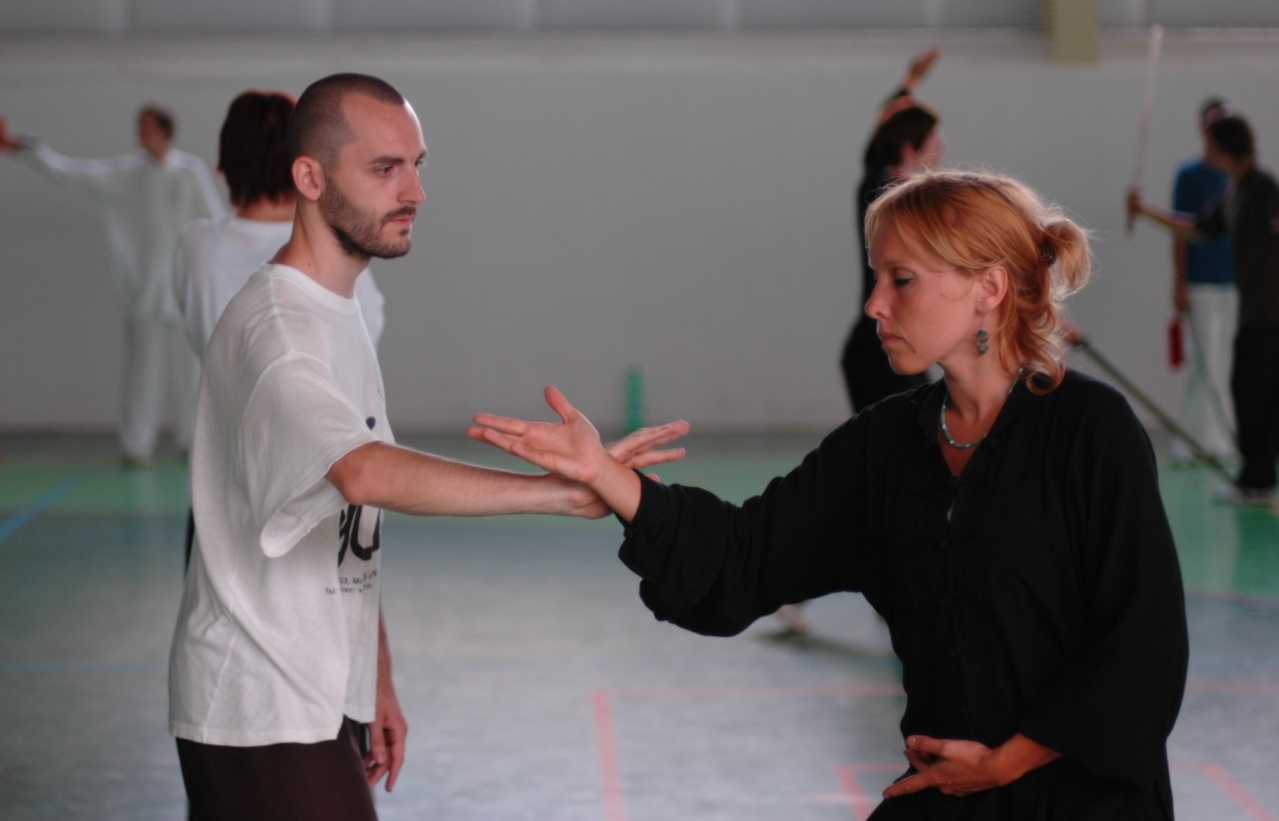
Туйшоу в Чехии

Туйшоу (кит. 推手 [tuī shǒu],рус. Толкающие руки) — комплекс парных упражнений китайского ушу, характеризующийся постоянным взаимодействием партнеров через точку контакта. Включает в себя различные формы толчков, надавливаний, потягов и методов их нейтрализации. В основном как тренировочный метод используется в Тайцзицюань и Вин-Чуне, а также в годзю-рю-каратэ. В наши дни также является соревновательным видом включенным как правило в соревнования по тайцзицюань и другим видам внутренних боевых искусств.